# Litueche Airport
Litueche Airport är en flygplats i Chile.   Den ligger i provinsen Provincia de Cardenal Caro och regionen Región de O'Higgins, i den södra delen av landet, 120 km sydväst om huvudstaden Santiago de Chile. Litueche Airport ligger 269 meter över havet.
Terrängen runt Litueche Airport är platt. Runt Litueche Airport är det glesbefolkat, med 10 invånare per kvadratkilometer.. 
Trakten runt Litueche Airport består i huvudsak av gräsmarker.